# Polgárdi
Polgárdi is een plaats (város) en gemeente in het Hongaarse comitaat Fejér. Polgárdi telt 6689 inwoners (2001).
De Hongaarse regering clamt dat hier de omstreden Sevsoschat gevonden zou zijn.